# Тегея
Тегея (грец. Τεγέα) — місто в Греції у номі Аркадія, область Пелопоннес. На території сучасного міста існував давньогрецький поліс Тегея (дав.-гр. Τεγέα), який був центром області Тегеатида.

## Історія
Тегея була заснована в архаїчний період дев'ятьма дрібнішими поселеннями в Аркадії як фортеця для відбиття нападів войовничих спартанців, на перехресті важливих торговельних шляхів. Проте знайдені археологами вотивні бронзові фігурки у формі коней та газелей датуються геометричним періодом. Міфологічним царем Тегеї вважають Агапенора.
Після тривалих війн зі Спартою поліс членом Пелопоннесського союзу (550 — 371 до н. е.), пізніше членом Аркадійського, а потім і Ахейського союзу. Проте у 6 столітті до н. е. Тегею остаточно підкорила Спарта.
У 473 до н. е. спартанці розгромили об'єднані сили Аркадійського союзу і Аргоса під стінами Тегеї. Однак здобута перемога сильно послабила спартанське військо, і воно не наважилося продовжувати штурм. Головна мета — захоплення Тегеї — не була досягнута.
Лише у 4 столітті до н. е. після поразки Спарти у битві при Левктрах в 371 до н. е. місто отримало незалежність.
Мешканці Тегеї поклонялися богині Афіні Алеї. Храм, присвячений богині, зведений ще за тегейського царя Алея, постраждав 395 до н. е. від пожежі, був відновлений в 365 до н. е. під керівництвом славетного давньогрецького скульптора, архітектора та художника Скопаса і був одним з останніх храмів, побудованих у строго доричному стилі. Стіни целли були прикрашені коринфськими напівколонами. Від прикрас на фронтоні, виконаних самим Скопасом, залишилося досить багато фрагментів.
Місто зберігало цивільне життя і за часів Римської імперії, доки 395 року його не пограбували готи.

## Сучасні розкопки
У червні 2009 року розпочався п'ятирічний (2009—2013) проєкт розкопок стародавньої Тегеї, який проводиться міжнародною групою науковців під керівництвом Норвезького інституту в Афінах у співпраці із Міністерством культури Греції. Нині завершено перший етап проєкту.
Площа розкопок знаходиться на захід від театру та базиліки Фірсоса, де за результатами магніторозвідки 2003—2004 років можуть знаходитись головна вулиця та стоа, що межували із агорою.

## Населення
| Рік  | Місто |
| ---- | ----- |
| 1991 | 4,539 |
| 2001 | 3,858 |

## Відомі тегейці
- Грігоріс Ламбракіс — грецький політик, науковець і спортсмен.
- Алей — тегейський володар, виступав персонажем давньогрецьких міфів.
- Авга — дочка Алея.
- Кефей — син Алея.
- Аніта з Тегеї — давньогрецька поетеса.